# Reichsherrschaft Homburg

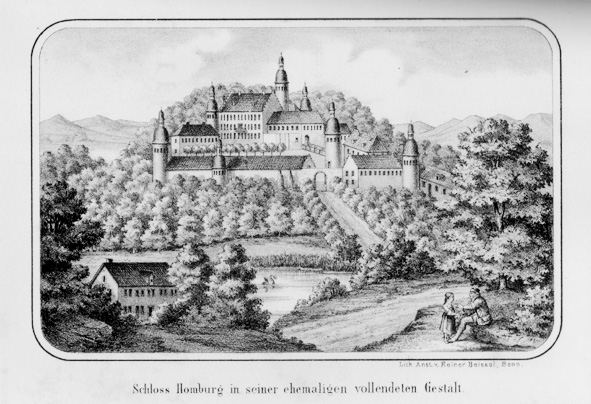
Schloss Homburg um 1750 nach einer Lithographie aus dem 19. Jahrhundert

Die Herrschaft Homburg war ein historischer Kleinstaat, des Heiligen Römischen Reiches, der von 1276 bis 1806 im südöstlichen Teil des heutigen Bundeslandes Nordrhein-Westfalen existierte. Auch „Homburger Land“ oder „~ Ländchen“ genannt, umfasste sie ab 1604 im Wesentlichen das Gebiet der heutigen Gemeinde Nümbrecht und der Stadt Wiehl, sowie die nördlich angrenzenden Gebiete der Stadt Gummersbach und der Gemeinde Engelskirchen südlich der Agger im Oberbergischen Kreis.

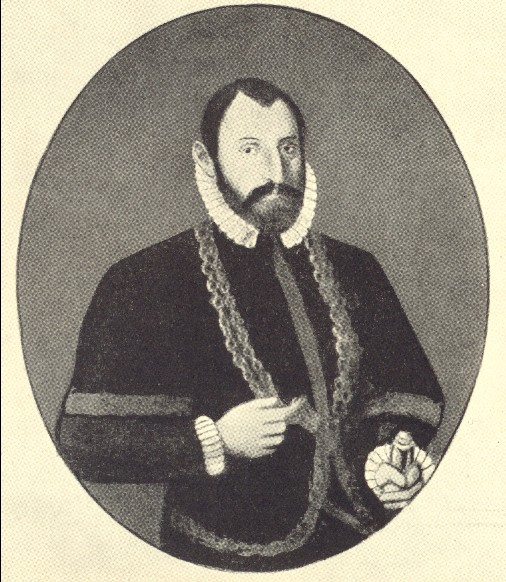
Ludwig I, Graf von Sayn zu Wittgenstein, Herr zu Homburg, Vallendar, Bruch und Neumagen

 Umstritten waren die Verhältnisse der Gebiete der heutigen Stadt Waldbröl und der Gemeinde Morsbach, die jedoch bis 1604 de facto zum Territorium gehörten und mit dem Siegburger Vergleich an das Herzogtum Berg abgetreten werden mussten, womit die Herrschaft fast die Hälfte (119,28 km²) ihres Territoriums verlor.

## Geschichte

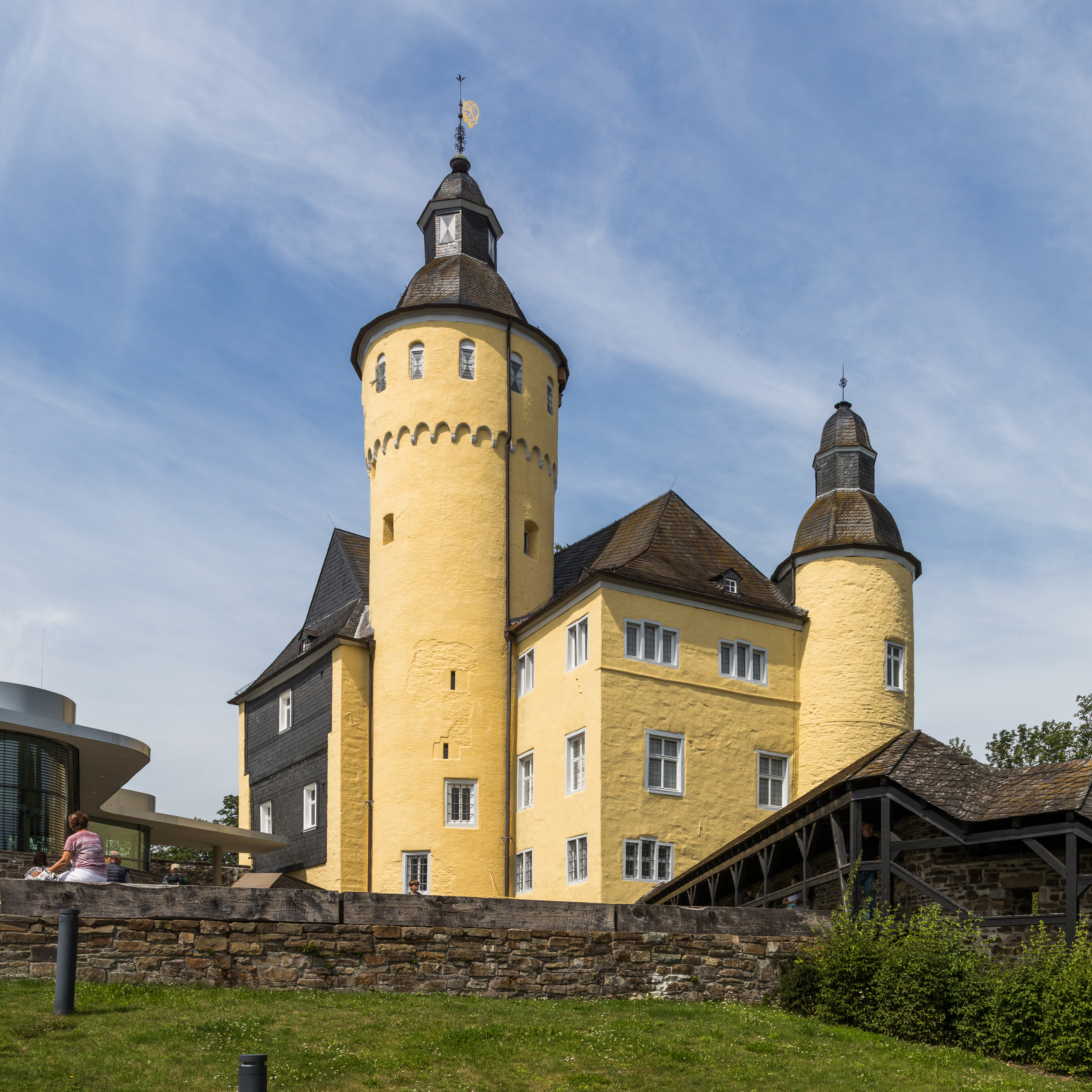
Schloss Homburg (Nümbrecht), 2020

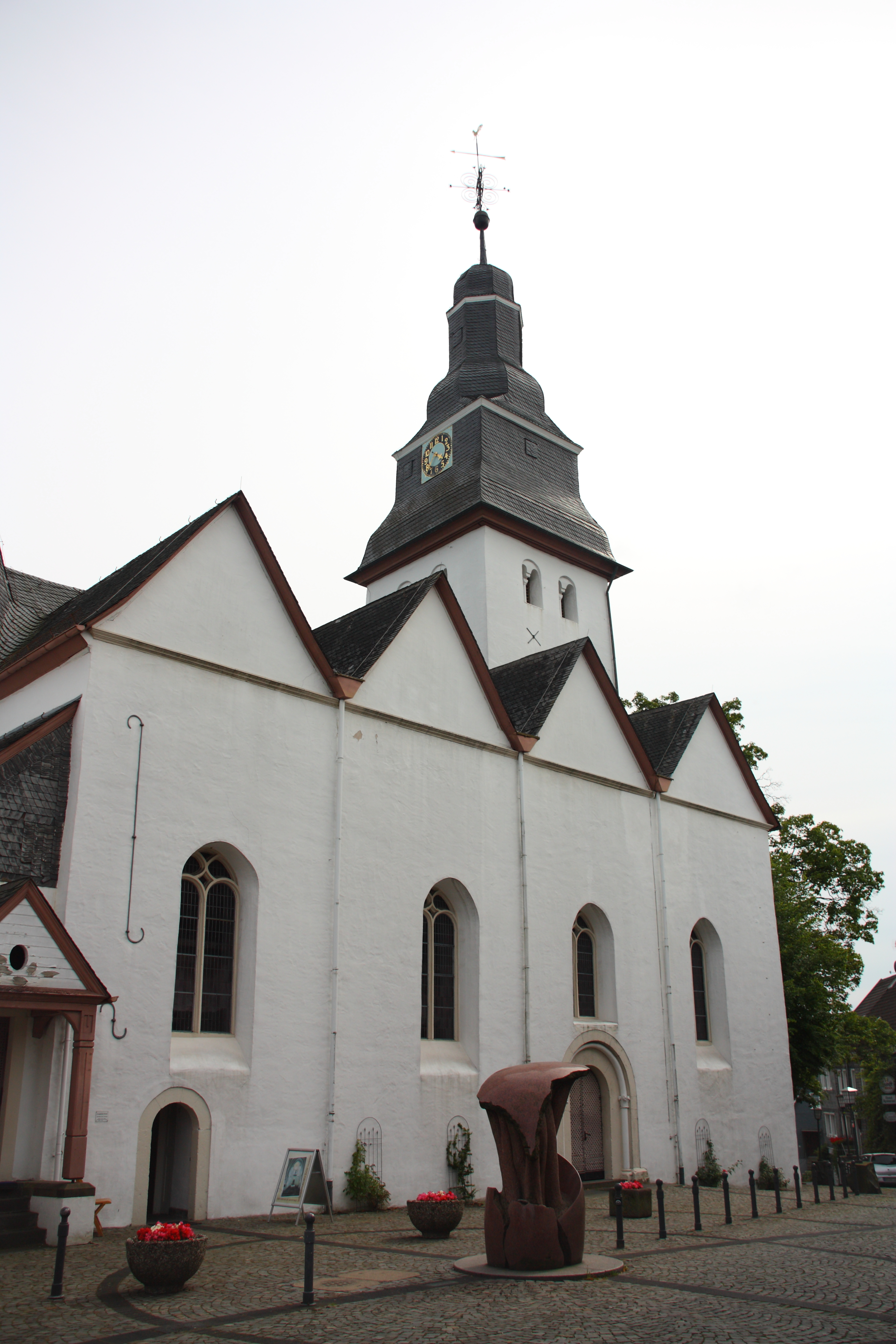
Schlosskirche Nümbrecht im Dorfzentrum heute. Seit 1563 Protestantisch

Die Herrschaft Homburg war größtenteils vom Herzogtum Berg umgeben und grenzte im Norden an die Grafschaft Gimborn.
Im Frühmittelalter gehörte das Gebiet der Herrschaft Homburg zum fränkischen Auelgau, der 722/723 als „aualgawe“ erstmals genannt wurde. Der Fränkische König setzte für die Verwaltung jeweils einen Gaugrafen ein, der dem König zustehende Einkünfte eintrieb und im Notfall die waffenfähigen Männer bereitstellte. Zudem hatte der Gaugraf die Rechtsprechung wahrzunehmen. Mittelpunkt des Auelgaus war die Grafenburg auf dem Siegburger Michaelsberg, der damals noch Siegberg genannt wurde. Im Jahre 1064 wurde an deren Stelle durch Erzbischof Anno II. zu Köln eine Benediktinerabtei gegründet.
Als Gaugraf im Auelgau ist zunächst das fränkische Hochadelsgeschlecht der Konradiner bezeugt. Den Konradinern folgte auf dem Wege einer Heirat die Familie der Ezzonen nach, das älteste Geschlecht der rheinischen Pfalzgrafen, die ihren Lebensmittelpunkt im Raum Aachen hatten. In der Auseinandersetzung mit den Kölner Erzbischöfen, die ihren weltlichen Herrschaftsbereich sichern wollten, wurden die Pfalzgrafen an die Mosel abgedrängt. Gleichzeitig verloren sie ihre Rechte im Auelgau, der politisch in Untergrafschaften zerfiel. Die Folge war, dass lokale Adelshäuser nach eigener Landeshoheit strebten und die Grafen von Sayn als Untergrafen eingesetzt wurden, die bestrebt waren, ihre Machtansprüche auszuweiten.
Als die Brüder Heinrich I. (1133–1159) und Eberhard I. von Sayn (1133–1176) erstmals 1139 in zwei Urkunden des Kölner Erzbischofs Arnold I. mit ihrem Grafentitel auftauchten, leiteten sie diesen sicherlich von ihren Grafenrechten im Auelgau her. Allerdings treten die Sayner erst 1182 ausdrücklich als Grafen im Auelgau in Erscheinung. Mit Errichtung der Burg Blankenberg, die zwischen 1150 und 1180 errichtet wurde, versuchte das Sayner Grafengeschlecht seinen Machtbereich im Auelgau zu sichern. Allerdings fiel die Burg 1361 in den Besitz der Grafen von Berg. Der Machtbereich der Grafen von Sayn war kein zusammenhängendes Territorium, sondern zersplitterte sich in einzelne Besitzungen und Lehen, insbesondere um Altenkirchen, Birnbach, Hachenburg, Hamm und dem südlichen Oberbergischen Land.
Mit der Heirat von Heinrich III. von Sayn und Mechthild von Landsberg, die große Besitztümer aus dem rheinischen-westerwäldisch-siegerländischen Erbe der Thüringer Landgrafen in die Ehe einbrachte, entstand eine Großgrafschaft. Der Zuwachs bestand im Wesentlichen aus den Burgen Windeck, Altenwied und Neuerburg mit den zugehörigen Besitztümern. Nach dem Tod Heinrich III. zerfiel sein Herrschaftsbereich, da er keine Kinder hatte. Damit erlosch die ältere Saynische Dynastie. Die vier Söhne seiner Schwester Adelheid, die 1202 Gottfried III. von Sponheim heiratete, traten das Erbe an. Mit Gottfrieds Sohn Johann I., dem Begründer der jüngeren Linie Sayn aus dem Hause Sponheim-Starkenburg konnte ein Teil des Gebietes zurückgewonnen werden, als 1253 die Hinterlassenschaft seines Halbbruders Eberhard gekauft wurde. In dieser Kaufurkunde, die Johann unter anderem Burg und Stadt Hachenburg zusprach, wurde erstmals das Amt Nümbrecht als Untereinheit Hachenburgs erwähnt. Hachenburg gehörte schon zum Besitz Heinrich II. von Sayn, der 1205 verstarb. Vermutlich reichten die hoheitlichen Rechte am Amt Nümbrecht bis in diese Zeit. Johann von Sponheim-Starkenburg und sein Sohn Gottfried waren bemüht ihre Machtposition weiter auszubauen. So übertrugen Graf Wilhelm von Jülich und seine Frau Rickardis 1258 die zum Amt Nümbrecht gehörenden Eigenleute.
Johanns Sohn Gottfried nannte sich ab 1254 Graf von Sayn. 1264 verglich er sich mit seinem Bruder Heinrich und sicherte sich die Burgen Sayn, Hachenburg, Weltersburg, Freusburg und Holstein. Allerdings war die Burg Holstein nicht eindeutig saynischer Besitz, denn sie war Stammsitz der Fleckes, eines rheinischen Ministerialengeschlechtes aus dem Ahrgebiet. Die Belehnung mit der Burg Holstein muss vor 1241 erfolgt sein. In einer Urkunde aus diesem Jahr bezeichnet sich Heinrich Flecke von Are erstmals als Flecke von Holstein. Eine weitere Urkunde aus dem Jahre 1256 bestätigt das Haus Sayn als Lehnsherr, als Heilewigis, Witwe des Ritters Heinrich Flecke von Holstein die Burg Holstein, die ein Lehen des Edelherrn Heinrich von Heinsberg war, an ihre Tochter Benedikta und deren Gatten Theodorich von Schinne übertrug. Heinrich von Heinsberg war ein Bruder von Johann von Sponheim-Starkenburg. Holstein muss dann einige Jahre später an die Vettern von Benedikta übertragen worden sein, denn 1270 verzichteten die Brüder Heinrich und Theoderich, genannt Flecke von Holstein auf die Burg zugunsten Gottfried I. von Sayn. Der Name der Burg bezieht sich auf die unterhalb der Homburg gelegenen „Dicken Steine“, die früher auch als Hollsteine bezeichnet wurden. Höchstwahrscheinlich wurde die auf einem Bergsporn befindliche Burg 1276 in Homburg (also die „Hohe Burg“) umbenannt, als Gottfried von Sayn bei der Lehnsauftragung an König Rudolf seiner Gemahlin Jutta von Isenburg-Grenzau die Burg als zukünftigen Witwensitz zuweisen ließ. Durch die Übertragung des Allod an den König und Belehnung an Gottfried, wurde der Status der Reichsunmittelbarkeit erreicht. Damit war die Grundlage einer eigenen Territorialhoheit in Homburg geschaffen worden. Bisher hatte man angenommen, dass die Homburg 1276 erbaut wurde, doch Grabungen legten die Fundamente eines Rundturmes aus dem 11. Jahrhundert frei. Die Umbenennung ist wahrscheinlich, da eine Burg Holstein urkundlich nicht mehr erwähnt wurde.
Nach dem Tode Gottfried von Sayn 1283 kam es zu heftigen Auseinandersetzungen zwischen den beiden Söhnen Johannes und Engelbert, die sich um das Gesamterbe stritten. Die Erbstreitereien konnten auch durch die Vermittlung ihrer Mutter Jutta im Jahre 1294 durch einen Ganerbenvertrag beendet werden. Somit hatte das Homburger Ländchen zwei Landesherren, die aus den Häusern Sayn-Sayn (Johannes-Linie) und Sayn-Homburg (Engelbert-Linie, später Sayn-Wittgenstein) bestanden. Daher hatte Schloss Homburg auch zwei Herrenhäuser, das noch bestehende Saynische Haus und das 1809 während der französischen Besetzung ausgebrannte und 1835 abgebrochene Wittgensteiner Haus. Der größte Teil der Steine diente zwischen 1853 und 1855 zum Bau der Straße von Wiehl nach Nümbrecht. Zudem gab es in Homburg noch zwei Burgmannenhäuser, das der Herren von Börnhausen und das der Herren von Diezenkausen. Die beiden Familien gehörten zum niederen Adel und waren zur Burgwacht verpflichtet. Mauerreste des Hauses der von Börnhausen fand man unter der Orangerie. Das Diezenkauser Haus existiert auch heute noch.
Der Ganerbenvertrag regelte, dass die Johannes-Linie fortan Lehnsherr der jüngeren Engelbert-Linie sein sollte und dass kein nachfolgender Erbe der beiden Bruderlinien seinen Besitzanteil an Homburg verkaufen oder verpfänden durfte ohne die Zustimmung des anderen Teiles. Dieser andere Teil hatte immer ein Vorkaufsrecht oder ein Pfandeinlösungsrecht für seinen Stamm. Im Jahre 1316 teilen beide Häuser das Amt Nümbrecht in zwei Hälften auf und seit 1341 wurde das Verhältnis zwischen beiden Linien in jeder Generation durch den so genannten Burgfrieden mit weiteren Zusatzverträgen neu geregelt. 1359 stirbt das Wittgensteiner Haus im Mannesstamm aus. Die Erbin Adelheid von Wittgenstein heiratet Salentin von Sayn-Homburg. Salentin führte als erster Graf den Titel von Sayn zu Wittgenstein und war der Enkel des Engelbert von Sayn-Homburg.
1385 kauft das Haus Sayn-Wittgenstein die Vogtei Wiehl von Dietrich Zobbe zu Elberfeld, um das homburgische Territorium mit den Kirchspielen Wiehl, Waldbröl und Teilen des Kirchspiels Morsbach zu arrondieren. Das Herzogtum Berg versuchte im 15. und 16. Jahrhundert in der Herrschaft Homburg seine Machtsphäre auszuweiten. Das bergische Amt Windeck war durch Homburg in zwei Teile getrennt, zudem lebten auf homburgischen Territorium zahlreiche bergische Leibeigene. Eine Zählung im Jahre 1604 ergab in den vier Kirchspielen Wiehl, Nümbrecht, Waldbröl und Morsbach 533 saynische, 304 wittgensteinische, 610 bergische und 20 wildenburgische Haushaltungen. 86 Haushaltungen lagen im bergischen „Eigentum Morsbach“. Dies verursachte, auch durch unklare Grenzverhältnisse bei Drabenderhöhe, südlich Waldbröls und an den bergischen Eigentümern Eckenhagen und Morsbach und der Einführung des lutherischen Glaubensbekenntnisses im Jahre 1563 Spannungen zwischen Sayn-Wittgenstein und dem Herzogtum Berg. Zahlreiche Zwischenfälle wurden dokumentiert:
- 1560: der Landbote von Windeck fällt mit 1500 Mann in die Herrschaft Homburg ein. In Wiehl befreien sie einen Gefangenen
- 1565: Mit 300 Mann überfallen sie Holpe bei Morsbach, nageln die Kirchentüre zu und überfallen den evangelischen Praktikanten
- 1566: Der Saynische Schultheiß von Morsbach, der in Holpe wohnt, wird verhaftet und nach Windeck geführt
- 1569: Mit 600 Mann überfallen die Bergischen Nümbrecht
- 1572: Geilenkausen wird mit 100 Mann überraschend heimgesucht. 3 Einwohner werden nach Windeck verschleppt
- 1573: Der Rentmeister Stapenhöfer zieht mit viel tausend Mann gegen Bieberstein. Der Überfall wird abgebrochen, da man sich friedlich verständigt
- 1576: Überfall auf Nümbrecht und den Hof Hassel bei Homburg. Der Saynische Rentmeister Sebastian Donner flieht, während der Nümbrechter Pastor Schmittmann gefangen nach Windeck geführt wird
- 1579: Abermaliger Überfall auf Nümbrecht. Auch in Waldbröl wird ein Missetäter gesucht

Dies hatte zur Folge, dass zwischen 1572 und 1595 die Herren von Homburg 19 Prozesse gegen den Herzog von Jülich-Berg geführt haben. Von der bergischen Seite sind nur zwei Prozesse 1573 und 1587 gegen Homburg bekannt geworden. Graf Ludwig I. von Sayn zu Wittgenstein (Engelbert-Linie) gelang es 1604 durch den Siegburger Vergleich mit dem Herzogtum Berg, eine endgültige Grenze festzulegen und die Zugehörigkeit der homburgischen Untertanen zu ausländischen Herrscherhäusern (Berg und Wildenburg) zu beenden. Allerdings mussten die Kirchspiele Waldbröl und Morsbach an das Herzogtum Berg abgetreten werden. Damit wurde dann die Voraussetzung eines homburgischen Territorialstaates geschaffen und die reformierte Kirchenlehre konnte 1605, wie auch schon in den Wittgensteinischen Stammlanden eingeführt werden. Die Doppelherrigkeit der kleinen Herrschaft Homburg endete mit dem Siegburger Vergleich. Graf Heinrich IV. von Sayn, der letzte Vertreter der Johannes-Linie war kinderlos geblieben. Der Ganerbenvertrag regelte, dass der saynische Anteil nicht veräußert werden durfte ohne die Zustimmung des Hauses Sayn-Wittgenstein. Ludwig versuchte seine Rechte an Sayn vorausschauend über die Ehe seines Sohn Wilhelms mit der Nichte Heinrichs 1592 zu sichern. Anna Elisabeth wurde zur Haupterbin der Saynischen Grafschaft. Vor allem wegen seiner Bauleidenschaft geriet Heinrich in Geldnöte und war hoch verschuldet. Er begann Teile seiner Territorien, wie Rheinbrohl und Freusburg an den Kurfürsten von Trier zu verkaufen. Die Kurpfalz, vermutlich bestärkt durch Ludwig, betrachte dies als Verletzung von Rechten und ließ große Teile der Grafschaft durch Truppen besetzen. Heinrich floh, wohl auch weil ihm die Verhaftung drohte, in die Obhut seiner älteren Nichte, der Gräfin von Sülz, revidierte das Testament und verschenkte ihr seine Besitztümer, unter anderem auch seinen Anteil an Homburg. Die Gräfin versuchte, den Besitz schnell wieder zu veräußern und fand als interessierten Käufer den Herzog Johann Wilhelm I. von Berg. 1603 wurde ein Kaufvertrag über 36.000 fl. abgeschlossen, wovon die Gräfin sofort 8000 fl. erhielt.
Ludwig von Sayn zu Wittgenstein protestierte beim Herzog von Berg, da der Kaufvertrag gegen bestehende Ganerben- und Burgfriedensverträge verstieß. Daraufhin besetzten bergische Truppen Schloss Homburg und vereidigten die Saynischen Beamten. Ludwig von Sayn zu Wittgenstein konnte indes die Gräfin von Sülz gegen Zahlung von 73.000 fl zum Verzicht auf alle Rechte auf die Grafschaft Sayn und die Herrschaft Homburg bewegen. Graf Heinrich IV. von Sayn erhielt nach seiner Verzichtserklärung einen Jahresunterhalt von 8.000 fl. und starb 1606. Die Bergische Regierung versuchte den Rücktritt der Gräfin von Sülz vom Verkauf des saynischen Anteils an Homburg zunächst zu ignorieren, doch die vorgelegten Beweismittel Ludwigs und die Unterstützung mächtiger Freunde, wie den Kurfürsten von der Pfalz, Prinz Moritz von Oranien, die Landgrafen von Hessen und dem Wetterauer Grafenverein zwangen die bergische Seite in eine Rückzugsposition. Mit dem Siegburger Vergleich erzielte man dann eine endgültige Einigung. Graf Ludwig I., der 1605 starb, teilte sein Erbe auf seine drei Söhne auf. Graf Georg II. erhielt den nördlichen Teil der Grafschaft Wittgenstein um Berleburg, die Herrschaft Homburg, Haus Bruch, sowie die Herrschaft Neumagen und war der erste, der sich Graf zu Sayn-Wittgenstein-Berleburg nannte. Der zweite Sohn Wilhelm erhielt die Grafschaft Sayn (Linie Sayn-Wittgenstein-Sayn) und der dritte Sohn Ludwig das Amt Laasphe in der Grafschaft Wittgenstein (Linie Sayn-Wittgenstein-Hohenstein) und die Herrschaft Vallendar.
Rechtlich gesehen wäre Graf Georg II. erstgeborener Graf Ludwig Casimir der Erbe aller berleburgischen Territorien gewesen, aber sein Bruder Ernst machte ihm das Vermächtnis des Vaters strittig. Ludwig Casimir gab 1635 nach und übertrug die Herrschaft Homburg im Dillenburger Vergleich an Graf Ernst, der somit eine eigene Dynastie Sayn-Wittgenstein-Homburg begründete. Mit der homburgischen Eigendynastie begann auch der Um- und Ausbau von Homburg zu einem Barockschloss, welches die kleine Herrschaft fast in den finanziellen Ruin trieb. Mit den Kosten wurden vor allem die Einwohner belastet. Die Steuerlast auf die Untertanen wurde immer größer bis sich diese, in einem relativ unblutigen Aufstand im Jahre 1699 entlud. Es folgte ein Prozessverfahren zwischen dem Landesherrn und den Untertanen, das erst 1736 beendet wurde.
Unter Graf Wilhelm Friedrich wurde 1662 die Herrschaft Neuhemsbach in der Pfalz aufgekauft. Neuhemsbach wurde 1684 an Wilhelm Friedrichs Bruder, Graf Christian zu Sayn-Wittgenstein-Homburg übertragen, dessen Sohn Friedrich Ludwig (gestorben 1742) und seine beiden Schwestern bewohnten Neuhemsbach. Dort wurden 30 Homburger angesiedelt, denen je 15 Morgen Wald, 5 Morgen Ackerland und 20 Morgen zum Roden und Kultivieren zur Verfügung gestellt wurden. 1715 wurde in Neuhemsbach ein barockes Schloss errichtet. 1742 kam Neuhemsbach durch fehlende männliche Erben an Homburg zurück. Graf Friedrich-Karl hielt sich nur noch selten auf Schloss Homburg auf und war viel mit seinem Hofmeister und späteren Burggrafen Johann Georg Milchsack (1710–1780) auf Reisen, von denen dieser in einem Tagebuch berichtet. 1743 verstarb Graf Friedrich-Karl kinderlos als letzter Nachkomme der Dynastie Homburg. Die homburgische Dynastie behauptete sich in vier Generationen 108 Jahre lang. Die Angehörigen des Hauses Sayn-Wittgenstein-Homburg wurden im so genannten „Herrenkeller“ in der Nümbrechter Kirche beerdigt. In den 1820er Jahren wurde die Gruft jedoch durch Dorfjugendliche geschändet, sodass die Kirchengemeinde sich dazu gezwungen sah, den „Herrenkeller“ zu schließen. Die evangelische Kirchengemeinde Nümbrecht verkaufte die Messing- und Kupfersärge zum Wohle der Armen und bestattete die Verstorbenen 13. Oktober 1826 auf dem neu angelegten Friedhof Nümbrecht in einfachen Holzkisten. Die genaue Stelle ist bis heute unbekannt.
Mit dem Aussterben der Homburger Eigendynastie fiel die Herrschaft Homburg damit wieder an das Stammhaus Sayn-Wittgenstein-Berleburg zurück. Graf Ludwig Ferdinand übernahm eine Herrschaft im Chaos, denn sein Vorgänger Graf Friedrich-Karl überließ die Regierung weitestgehend seinen Beamten. Vor allem das Schulwesen war in einem erbärmlichen Zustand. So erließ Ludwig Ferdinand am 24. Oktober 1744 eine homburgische Schulordnung. Am 28. März 1806 wurde Haus Sayn-Wittgenstein-Berleburg von Kaiser Napoléon abgesetzt und das Land in das von Frankreich abhängige Großherzogtum Berg eingegliedert wurde. Die linksrheinischen Besitzungen Neumagen und Neuhemsbach gingen bereits 1794 an die Franzosen verloren und das fürstliche Haus erhielt dafür im Frieden von Lunéville 1801 eine Entschädigung. Das Haus Sayn-Wittgenstein-Berleburg wurde 1792 in den Reichsfürstenstand erhoben. In der Völkerschlacht bei Leipzig im Jahre 1813 hätte die Herrschaft eigentlich an Fürst Friedrich Albrecht zurückgegeben werden müssen, aber im Wiener Kongress 1815 wurde vertraglich vereinbart, dass die Herrschaft Homburg in die preußische Provinz Jülich-Kleve-Berg eingegliedert werden sollte. Die Auseinandersetzungsverhandlungen zwischen der preußischen Krone und dem Fürsten haben erst am 26. Juli 1821 zu einer Vereinbarung geführt, wonach Fürst Friedrich Albrecht auf seine Hoheitsrechte verzichtete und dafür 100000 Thaler erhielt. 1830 verzichtete er auch auf das Patronatsrecht über die Pfarrstellen zugunsten der reformierten Kirchengemeinden. Das fürstliche Haus blieb im Besitz und der Nutzung seiner sämtlichen Domänen, den herrschaftlichen Höfen Bieberstein, Bellinghausen, Börnhausen, Enselkamp, Hassel, Hellenbrunnen, Neuenhaus und der dazugehörigen Jagd- und Fischereirechte. Dazu gehörten auch die Patrimonialgefälle, die aus Guts- oder lehnsherrlichen Verträgen stammten. Es handelte sich dabei im wesentlich um Einnahmen aus langfristig verpachteten Gütern und Besitzungen wie z. B. aus der Homburger Papiermühle. Der Ausfall der Patrimonialgefälle, mit dem man 1821 noch nicht rechnen konnte, wurde durch einen neuen Abfindungsvertrag mit der preußischen Staatsverwaltung am 21. Juni 1838 dadurch geregelt, das dem Fürsten des Hauses Berleburg eine monatliche Rente zugesprochen wurde. Die herrschaftlichen Domänen sind bis auf Börnhausen im Verlauf des 19. Jahrhunderts verfallen und heute nur noch Ruinen oder Wüstungen. Bis heute bewirtschaftet das Haus Berleburg eine Waldfläche von 13137 ha, davon 12420 ha im Wittgensteiner Land, 536 ha im Homburger Ländchen und 179 ha bei Haus Bruch in der Gemeinde Bürdenbach im Westerwald.
Die Provinz Jülich-Kleve-Berg wurde 1822 in die preußische Rheinprovinz eingegliedert. Die preußische Verwaltung veränderte die Landesgrenzen der ehemaligen Reichsherrschaft nicht und richtete im ehemaligen französischen Kanton Homburg als Teil des Großherzogtums Berg den nun preußischen Kreis Homburg ein, der aus den Gemeinden Drabenderhöhe, Marienberghausen, Nümbrecht und Wiehl bestand. Allerdings wurde der Kreis 1825 zusammen mit dem Kreis Gimborn aufgelöst und zum Kreis Gummersbach, seit 1932 Oberbergischer Kreis vereinigt.
Das Oberhaupt der Familie Sayn-Wittgenstein trägt heute noch im Namen den Zusatz „Herr zu Homburg“. Der vollständige Name des am 13. März 2017 verstorbenen Richard zu Sayn-Wittgenstein-Berleburg lautete Richard Casimir Karl August Robert Konstantin Prinz zu Sayn-Wittgenstein-Berleburg, 6. Fürst zu Sayn-Wittgenstein-Berleburg, Graf von Sayn, Herr zu Homburg, Vallendar, Neumagen und Neuenhemsbach.

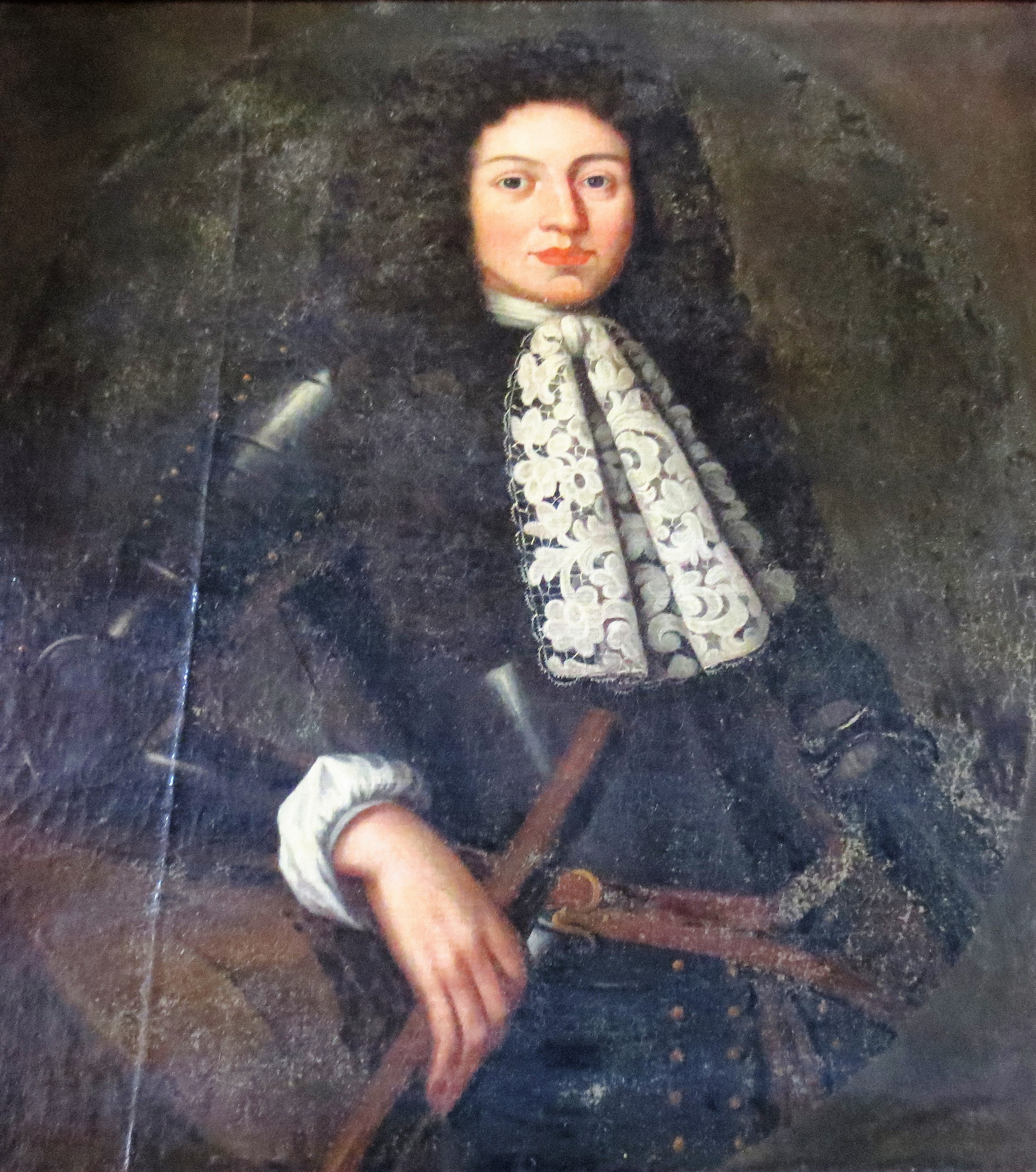
Ludwig Casimir zu Sayn-Wittgenstein-Berleburg (1598–1643) übertrug nach kurzer Regierungszeit seinem Bruder Ernst die Herrschaft. Graf Ernst gründete daraufhin die Eigendynastie Sayn-Wittgenstein-Homburg. Unbek. Maler, ca. 1625

## Regenten der Herrschaft Homburg seit 1604
| Name | Regierungszeit | Geboren    | Gestorben  | Bildnis                                                                                       |
| --- | --- | ---------- | ---------- | --------------------------------------------------------------------------------------------- |
| Ludwig I, Graf von Sayn zu Wittgenstein, Herr zu Homburg, Vallendar, Bruch und Neumagen                               | 1604 bis 1605, Siegburger Vergleich von 1604, führte die reformierte Lehre in der Herrschaft ein. | 07.12.1532 | 02.07.1605 |                                                                                               |
| Graf Heinrich IV. von Sayn, Herr zu Homburg, Montclair und Meinsberg                                                  | 1604 bis 1606, Siegburger Vergleich von 1604, letzter Herrscher aus dem Haus Sayn. | 1539       | 17.01.1606 |                                                                                               |
| Georg II, Graf zu Sayn-Wittgenstein-Berleburg, Herr zu Homburg, Vallendar, Bruch und Neumagen                         | 1605 bis 1631, erster wieder monarchischer Herrscher, vorher bestand durch einen Ganerbenvertrag von 1294 eine Doppelherrschaft der Häuser Sayn-Sayn und Sayn-Wittgenstein | 30.04.1565 | 16.12.1631 | Georg II, Graf zu Sayn-Wittgenstein-Berleburg, Herr zu Homburg, Vallendar, Bruch und Neumagen |
| Ludwig Casimir, Graf zu Sayn-Wittgenstein-Berleburg, Herr zu Homburg, Vallendar, Bruch und Neumagen                   | 1631 bis 1635 (1643 von Schnapphahnen in Nähe der Stadt Wetter in Hessen ermordet) | 20.04.1598 | 06.06.1643 |                                                                                               |
| Ernst, Graf zu Sayn-Wittgenstein-Homburg, Herr zu Vallendar, Bruch und Neumagen                                       | 1635 bis 1649 Bruder von Ludwig Casimir, gründete die Nebenlinie Sayn-Wittgenstein-Homburg, begann mit dem Umbau von Homburg zu einem Barockschloss | 08.04.1599 | 20.03.1649 |                                                                                               |
| Wilhelm Friedrich, Graf zu Sayn-Wittgenstein-Homburg, Herr zu Vallendar, Bruch, Neumagen und Neuhemsbach              | 1649 bis 1698, nach dem Tod seines Vaters führte zunächst seine Mutter Christiane, Gräfin von Waldeck-Wildungen die Regierungsgeschäfte (bis 1661), da er noch nicht volljährig war. Nach seinem Regierungsantritt begannen Erbstreitigkeiten mit seinen Halbbrüdern Christian und Karl Otto, die mit einem Vergleich 1698 endeten | 16.08.1640 | 25.10.1698 |                                                                                               |
| Karl Friedrich, Graf zu Sayn-Wittgenstein-Homburg, Herr zu Vallendar, Bruch, Neumagen und Neuhemsbach                 | 1698 bis 1723 | 1674       | 27.03.1723 |                                                                                               |
| Friedrich Karl, Graf zu Sayn-Wittgenstein-Homburg, Herr zu Vallendar, Bruch, Neumagen und Neuhemsbach                 | 1723 bis 1743, beim Tod seines Vaters war er erst sieben Jahre alt. Seine Mutter, Maria Wilhelmina Elisabeth, Gräfin von Schönburg-Mertola wurde Regentin und sein Vormund bis zur Volljährigkeit, 1732 übernimmt die Vormundschaft sein Onkel 2. Grades, Graf Friedrich-Ludwig zu Sayn-Wittgenstein-Homburg (Neuhemsbach) (bis 1737). Friedrich Karl bleibt kinderlos, womit die Nebenlinie Sayn-Wittgenstein-Homburg ausstirbt und an die Stammlinie Sayn-Wittgenstein-Berleburg zurück fällt. | 06.03.1716 | 15.10.1743 |                                                                                               |
| Ludwig Ferdinand Graf zu Sayn-Wittgenstein-Berleburg, Herr zu Homburg, Vallendar, Bruch, Neumagen und Neuhemsbach     | 1743 bis 1773 | 01.01.1712 | 12.02.1773 | Ludwig Ferdinand zu Sayn-Wittgenstein-Berleburg                                               |
| Christian Heinrich, Fürst zu Sayn-Wittgenstein-Berleburg, Herr zu Homburg, Vallendar, Bruch, Neumagen und Neuhemsbach | 1773 bis 1800, 1792 wurde Christian Heinrich und seine Nachkommen in den Reichsfürstenstand erhoben | 12.12.1753 | 04.10.1800 | Christian Heinrich zu Sayn-Wittgenstein-Berleburg                                             |
| Friedrich Albrecht, Fürst zu Sayn-Wittgenstein-Berleburg, Herr zu Homburg, Vallendar, Bruch, Neumagen und Neuhemsbach | 1800 bis 1806, de jure 1813 bis 1821, de facto übernimmt Preussen offiziell 1815 die Herrschaft, 1806 wird er von Napoléon Bonaparte als Landesherr über Homburg abgesetzt | 12.05.1777 | 11.11.1851 | Fürst Albrecht zu Sayn-Wittgenstein-Berleburg (Standesherr, 1777)                             |

## Das Wappen des Hauses Sayn-Wittgenstein-Berleburg
Im seit 1605 gebräuchlichen Wappen des Hauses-Sayn-Wittgenstein-Berleburg finden sich in der oberen Hälfte das silberne Schloss auf rotem Grund für Homburg, daneben und im vierten Quartier in der unteren Hälfte die schwarzen wittgensteinischen „Pfähle“, im dritten Quartier die silberne „Strasse“ mit drei Eberköpfen für die Freusburg, im Herzschild der goldene saynische Löwe auf rotem Grund.
Das Wappen des Hauses Sayn-Wittgenstein-Berleburg wurde in Teilen auch Bestandteil der 1935 entstandenen Wappen der homburgischen Gemeinden. In allen Wappen sind der saynische Löwe und das quadrierte schwarz-weiße Wappenschild des Hauses Sayn-Wittgenstein zu sehen. Bei den Wappen der Gemeinden Nümbrecht und Wiehl ist Schloss Homburg dargestellt, wie es auch im Wappen des Hauses Sayn-Wittgenstein-Berleburg zu finden ist.

## Spuren der Herrschaft in der Gegenwart

Wappen der Gemeinde Nümbrecht. Zu erkennen Homburg, der saynische Löwe, sowie zwei Balken für Wittgenstein

Heute noch können Spuren der alten Reichsherrschaft Homburg in Nümbrecht und Wiehl entdeckt werden. Die heutige Gemeinde Nümbrecht führt seit 1969 z. B. das alte Wappen der Reichsherrschaft Homburg.
Der Name lebt aber auch in Gegenwart fort:
- Homburgisches Gymnasium Nümbrecht
- Der Homburger (Zeitschrift)
- Homburgische Apotheke
- Musikschule der Homburgischen Gemeinden
- Homburger Hof
- Homburgischer Reisedienst
- Wählergemeinschaft Homburger Ländchen
- Sauerländischer Gebirgesverein Abteilung Homburger Land e. V.
- Reitverein Homburger Land e. V.
- Kulturlandschaft Homburger Ländchen (Projekt im Rahmen der Regionale 2010)
- Rotary Club Wiehl-Homburger Land
- Schießsportverein Homburger Land e. V.